# Apogon seminigracaudus
Apogon seminigracaudus is een straalvinnige vissensoort uit de familie van kardinaalbaarzen (Apogonidae). De wetenschappelijke naam van de soort is voor het eerst geldig gepubliceerd in 2007 door Greenfield.